# Houtsingel

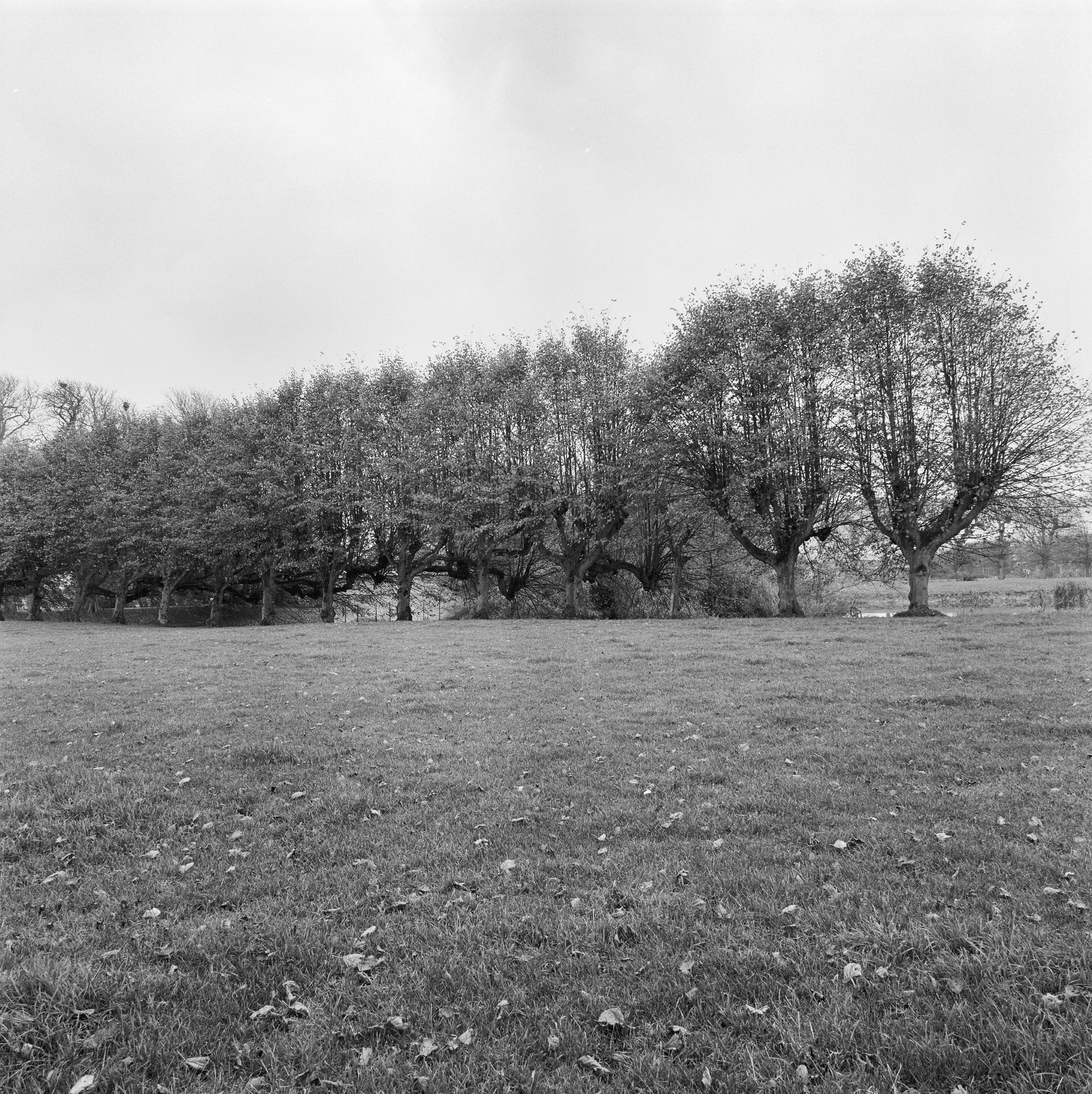
Houtsingel rond de voormalige borg Ewsum bij het Nederlandse dorp Middelstum

Een houtsingel, boomsingel of kortweg singel (in Nederland) of een houtkant (in Vlaanderen) is een brede strook met bomen en struiken als afscheiding tussen weilanden en akkers en ook wel langs beken en waterlopen. Een houtsingel is een lijnvormig landschapselement van 4 tot 20 meter breed en minimum 25 meter lang. Houtsingels lijken veel op houtwallen. Bij een houtwal is er sprake van een opgeworpen wal, waar de beplanting op staat.
Binnen steden worden met singels of stadssingels wegen aangeduid die aan een of beide zijden een enkele rij bomen hebben. Deze singels liggen doorgaans, maar niet altijd langs de buitenzijde van de (voormalige) singelgrachten. Met de slechting van de vestingwallen in de 19e eeuw werden in veel Nederlandse steden singelgordels aangelegd. Deze zijn zoals in de stad Groningen niet altijd direct langs de gracht zelf aangelegd.

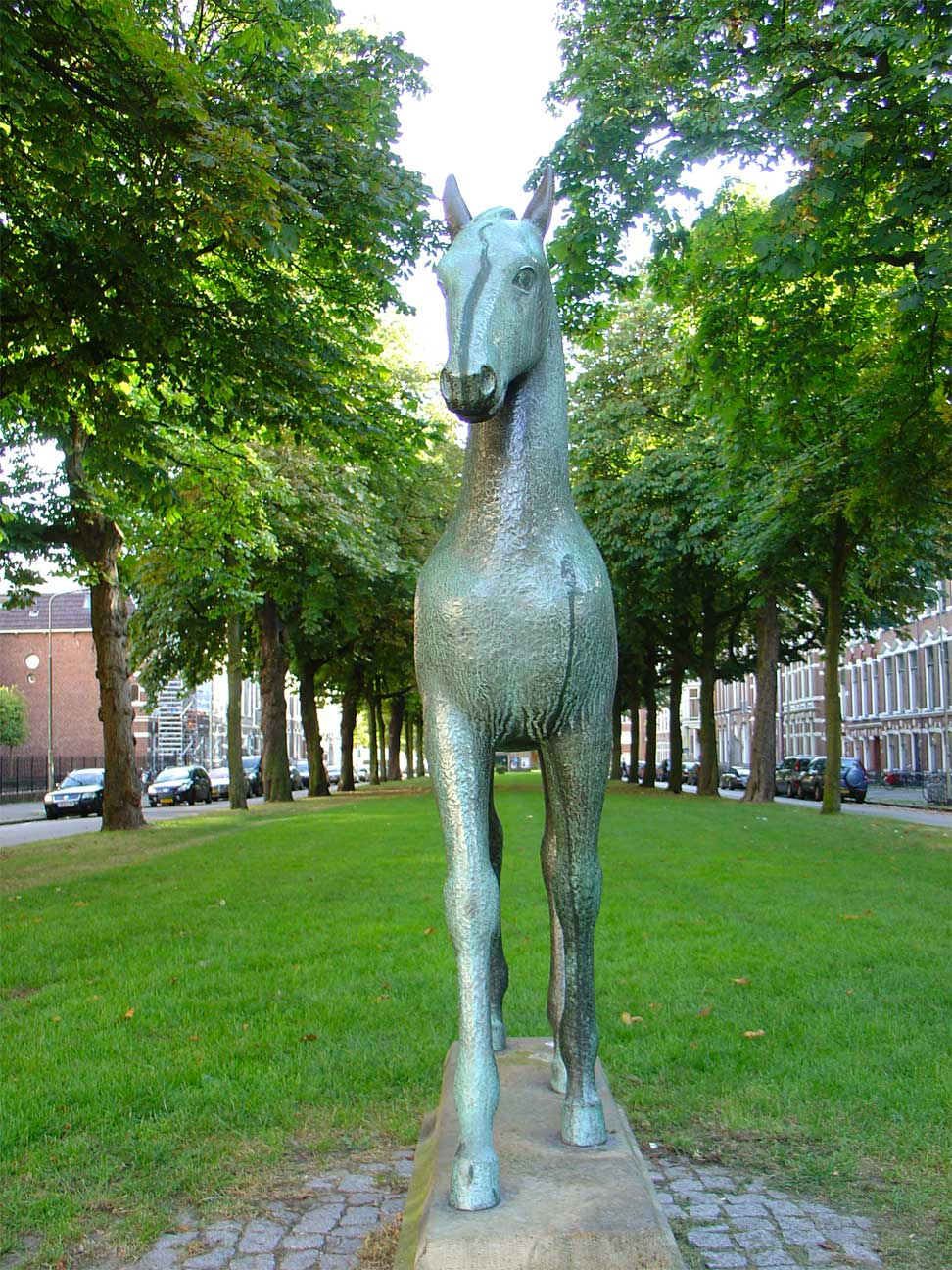
Middenberm van de Radesingel, onderdeel van de singelgordel van Groningen